# دنیز بمباردیه
دُنیز بُمباردیه (فرانسوی: Denise Bombardier‎؛ ۱۸ ژانویه ۱۹۴۱ – ۴ ژوئیهٔ ۲۰۲۳) روزنامه‌نگار، مجری تلویزیونی و نویسندهٔ زن فرانسوی‌زبان اهل مونترآل در استان کبک کانادا بود. او به‌مدت ۳۰ سال برای شبکهٔ رادیو تلویزیونی ICI Radio-Canada Télé به تهیه و اجرای برنامه اشتغال داشت.
بمباردیه در ۴ ژوئیهٔ ۲۰۲۳ بر اثر عوارض ناشی از یک معاینهٔ پزشکی در سن ۸۲ سالگی در مونترآل، کبک درگذشت.

## آثار معروف
- صدای فرانسه (La Voix de la France (۱۹۷۵.
- اوف (Ouf ! (۲۰۰۲.
- اِدنا، ایرما و گلوریا (Edna, Irma et Gloria (۲۰۰۷.
- سلین دیان رازآلود (L'Énigmatique Céline Dion (۲۰۰۹.
- زندگی بدون ترس و تأسف (Une vie sans peur et sans regret (۲۰۱۸.